# Базен де Безон, Арман

Жан Батист Арманд Базен де Безон (фр. Armand Bazin de Bezons; 12 декабря 1654, Монпелье — 8 октября 1721, Гайон (Эр)) — французский религиозный деятель, архиепископ Бордо (1698—1719), затем Руана.

## Биография
Сын юриста и государственного деятеля, члена Французской академии Клода Базена де Безона и Мари Тарже, брат маршала Франции Жака Базена де Безона. Образование получил в Сорбонне в Париже, там же получил докторскую степень.
При содействии короля Людовика XIV в 1680—1685 годах был генеральным агентом духовенства Франции, администратором управлявшим церковью Франции.
В 1685—1698 годах служил епископом в епархии Эра и Дакса. Затем стал архиепископом Бордо (с марта 1698 по 23 апреля 1719). В 1704 году провёл епархиальный синод в Бордо.
С 23 апреля 1719 года до смерти в 1721 году был архиепископом Руана. Избирался депутатом церковной провинции Бордо на соборах духовенства в 1705, 1707, 1710, 1711 и 1715 гг.
Сыграл определенную роль в политике. Был членом Совета совести, созданного Ришельё в сентябре 1715 года после смерти Людовика XIV) и Регентского Совета при малолетнем Людовике XV, возглавляемого Филиппом II Орлеанским (1719).